# Culebras Alto
Culebras Alto es un barrio del municipio de Cayey, Puerto Rico. Según el censo de 2020, tiene una población de 203 habitantes y en 2023 es de 147 personas.

## Geografía
El barrio está ubicado en las coordenadas 18°4′17″N 66°7′51″O / 18.07139, -66.13083. Según la Oficina del Censo de los Estados Unidos, tiene una superficie de 3.4 km², que corresponden en su totalidad a tierra firme.

## Demografía
Según el censo de 2020, hay 203 personas residiendo en la zona. La densidad de población es de 59.7 hab./km². El 11.82% de los habitantes son blancos, el 11.33% son afroamericanos, el 45.32% son de otras razas y el 31.53% son de una mezcla de razas. Del total de la población, el 99.01% son hispanos o latinos de cualquier raza.En 2023 la edad promedio de los 147 habitantes es de 26,4 años.